# Koletár Kálmán
Koletár Kálmán (Alibunár, Jugoszlávia, 1939. június 29. – Budapest, 1982. január 22.) magyar színész.

## Pályafutása
1954 és 1964 között játszott filmeken, színészi tanulmányok nélkül, az első magyar gyermekszínészek egyike. Az Én és a nagyapám című film egyik címszereplője. Általában életteli alakokat, jellegzetes karaktereket jelenített meg. Feledy Péter interjúfilmjében volt látható utoljára. Felnőttként már nem szerepelt filmeken, a 43. sz. Állami Építőipari Vállalat központi sokszorosítójának vezetője volt. Addison-kór következtében hunyt el.

## Filmjei
- Én és a nagyapám (szín., magyar kalandfilm, 1954) – Tóth Berci
- Simon Menyhért születése (ff., magyar filmdráma, 1954) – Suhanc
- Budapesti tavasz (ff., 1955) – Sanyika
- Díszelőadás (ff., 1955) – Kerekes
- Egy pikoló világos (ff., magyar vígjáték, 1955) – Kincse Öcsi
- Mindenki iskolája (ff., magyar rövidfilm, 1955)
- Tűz a határban (ff., 1955) – Botos bácsi unokája
- A kabát (ff., magyar rövidfilm 1956)
- A legokosabb ember (ff., 1956) – Feri, Jani brigádjának a tagja
- Dollárpapa (ff., magyar vígjáték, 1956) – Diák Koltay iskolájában
- Jól megjárta (ff., magyar rövidfilm, 1956)
- Több, mint játék (ff., magyar rövidfilm, 1956)
- Csendes otthon (ff., magyar vígjáték, 1957) – Biciklis hordár
- Éjfélkor (ff., magyar filmdráma, 1957) – Fiú a hajón
- Két vallomás (ff., magyar filmdráma, 1957) – Jóska
- Külvárosi legenda (ff., magyar játékfilm, 1957) – Másik fiú a házból
- A harminckilences dandár (ff., magyar történelmi dráma, 1959) – Icce Jóska
- A megfelelő ember (ff., magyar vígjáték, 1959)
- Fapados szerelem (ff., magyar filmdráma, 1959)
- Rezeskoktél (ff., magyar rövidfilm, 1959)
- Dúvad (ff., magyar filmdráma, 1960) – Tsz-tag VI.
- Eskü (ff., magyar propagandafilm, 1960)
- A tőr (ff., magyar tévéfilm, 1963) – Barát
- Az utolsó előtti ember (ff., magyar filmdráma, 1963)
- Egy ember, aki nincs (ff., magyar filmdráma, 1963) – Bányász IV.
- Honfoglalás 1-2. (ff., magyar tévéfilm, 1963) – Sinkó
- Mindennap élünk (ff., magyar filmdráma, 1963) – Bauer
- Tücsök (ff., magyar vígjáték, 1963)
- Karambol (ff., magyar játékfilm, 1964) – Papi
- Vízivárosi nyár 1-3. (ff., tévésorozat 1964) – Rab V.
- És akkor a pasas… (ff., magyar vígjáték, 1966) – Kivégző osztag tagja
- Hideg napok (ff., magyar filmdráma, 1966) – Dorner egyik beosztottja
- Fenegyerekek (ff., magyar rövidfilm, 1968) hozzáférés

## Szinkronszerepei
| Év   | Cím                   | Szereplő          | Színész             | Szinkron év |
| ---- | --------------------- | ----------------- | ------------------- | ----------- |
| 1949 | Az erőszak árnyékában | Hellmuth Behnke   | Karl Heinz Deickert | 1959        |
| 1955 | Két kapitány          | Szánya gyerekként | Borisz Beljaev      | 1956        |
| 1956 | Ők voltak az elsők    | N/A               | N/A                 | 1957        |
| 1958 | Igor és társai        | N/A               | N/A                 | 1959        |